# Gare de Livry-sur-Seine
La gare de Livry-sur-Seine est une halte ferroviaire française de la ligne de Corbeil-Essonnes à Montereau, située sur le territoire de la commune de Livry-sur-Seine, dans le département de Seine-et-Marne, en région Île-de-France.
C'est une gare de la Société nationale des chemins de fer français (SNCF), desservie par les trains de la ligne R du Transilien.

## Situation ferroviaire
La halte de Livry-sur-Seine est située au point kilométrique 59,711 de la ligne de Corbeil-Essonnes à Montereau.

## Histoire

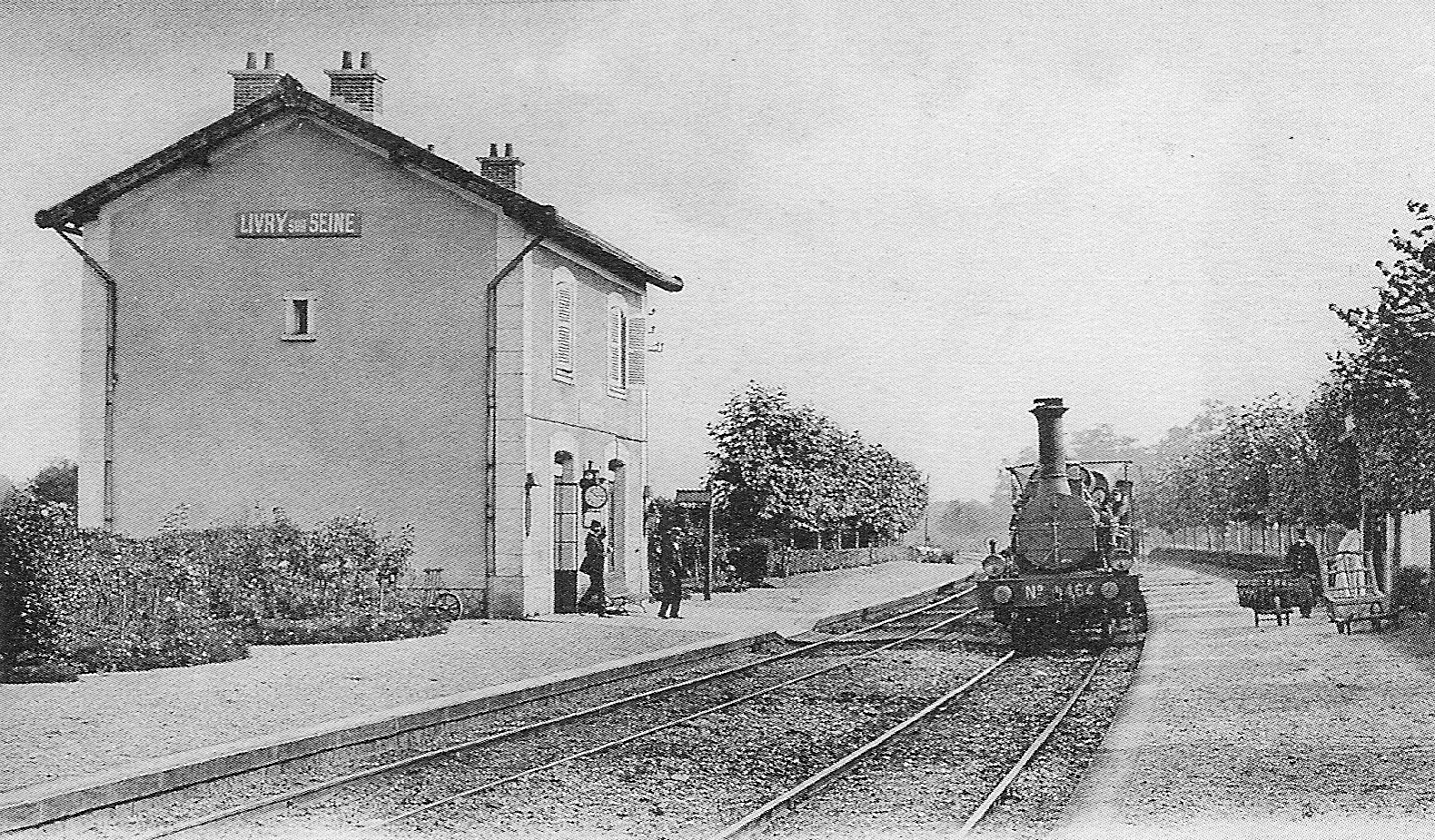
Vue de l'intérieur de la gare au début du XXe siècle.

Le nombre de voyageurs quotidiens s'élevait à 148 en 2009 et à seulement 80 en 2011. En 2023, pas moins de 151 423 usagers furent comptabilisés en gare, soit une moyenne de 414 voyageurs par jour.

## Service des voyageurs

### Accueil

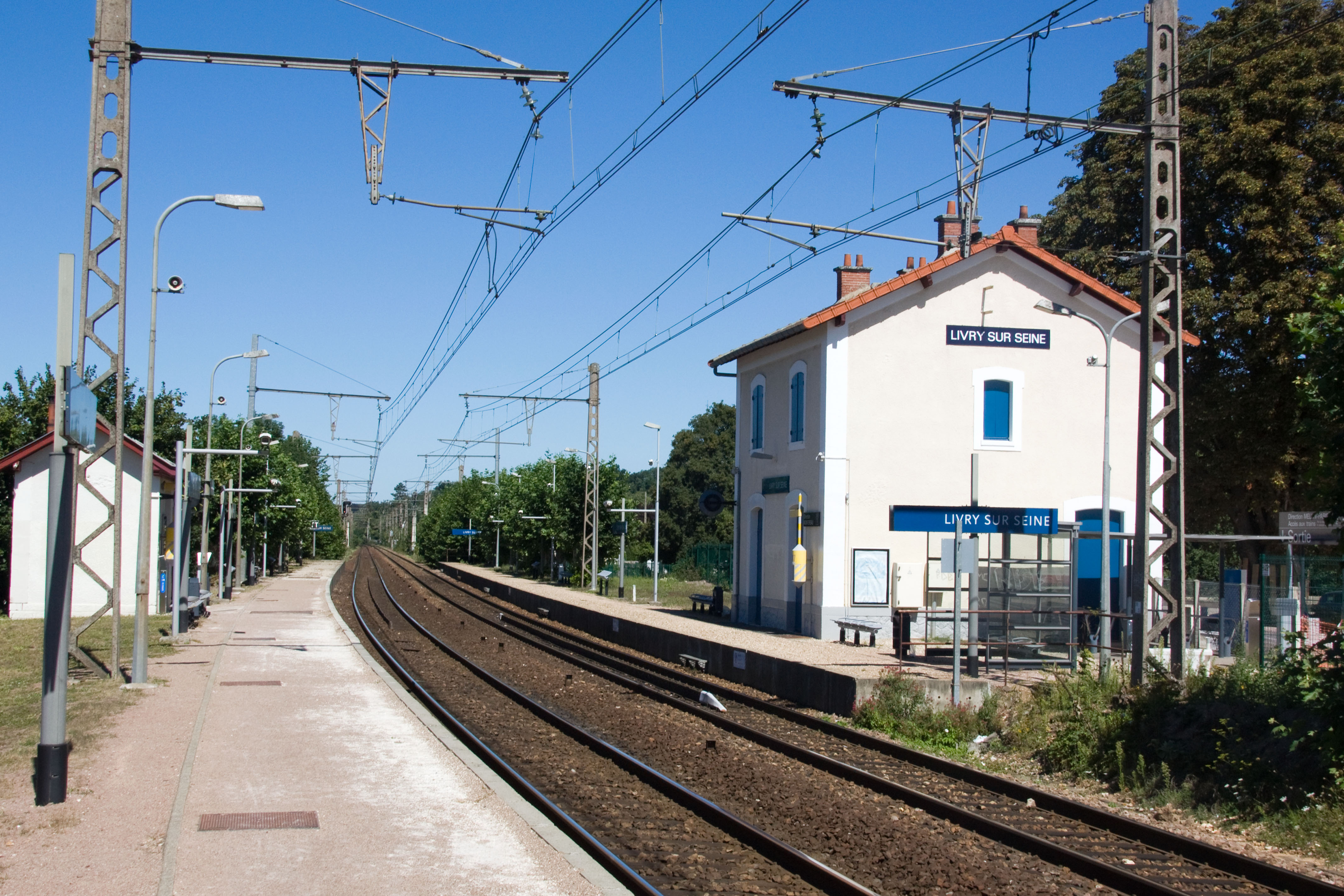
À gauche : la voie 2 en direction de Melun, à droite : la voie 1 en direction de Montereau.

La gare possède un bâtiment voyageurs fermé, où aucun service commercial n'est assuré. Elle est dotée d'automates Transilien. Un parking gratuit d'une capacité de 20 à 50 places est disponible à ses abords.

### Desserte
La halte est desservie par les trains omnibus de la ligne R du Transilien circulant entre Melun et Montereau.

### Intermodalité
La gare est desservie pas les lignes 3610 et 3656 du réseau de bus Grand Melun.